# Ioan Casian Tunaru
Ioan Casian, pe numele său de mirean Livius-Ionel Tunaru (n. 20 februarie 1969, Comănești, județul Bacău) este un episcop român, membru al Sfântului Sinod al Bisericii Ortodoxe Române. 
A urmat școala primară și liceul în orașul natal. A absolvit Facultatea de Teologie Ortodoxă din Sibiu în anul 1993 cu lucrarea de licență "Iconomia în Biserica Ortodoxă". Între 1993 și 1995 a urmat cursuri de limba greacă biblică la Institutul Pontifical "Flagelatione" și cursuri de iconografie la mănăstirea Sf. Ioan Botezătorul din Ierusalim. Între 1995 și 1998 a studiat la Institutul Pontifical Sf. Anselm de Canterbury și la Institutul Pontifical Oriental din Roma. Acolo a obținut o nouă licență cu tema "Conceptul de libertate în Comentariul la Rugăciunea Tatăl nostru a Sf. Maxim Mărturisitorul". În același timp se implică în activitatea misionară a parohiei Sf. Ioan Botezătorul din Roma.
În 1998, Părintele Ioan Casian răspunde chemării IPS Mitropolit Iosif de la Paris și preia responsabilitatea de secretar eparhial al Mitropoliei Ortodoxe Române pentru Europa Occidentală și Meridională. În iunie 2001 este hirotonit diacon și preot de către IPS Iosif, iar apoi, în noiembrie 2001, tuns în mohahism la mânăstirea Înălțarea Sf. Cruci din Malvialle, Franța. Între 2002 și 2003, Părintele Ioan Casian a avut responsabilitatea de preot paroh al parohiei Sf. Nicolae din Bordeaux, Franța, iar din aprilie 2003 cea a parohiei Sf. Nicolae din New York, după trecerea la cele veșnice a Părintelui Arhim. Vasile Vasilache. Părintele Ioan Casian Tunaru vorbește curent engleză, franceză și italiană.
Acesta a indeplinit functia de  episcop-vicar al Arhiepiscopiei Ortodoxe Romane a celor Două Americi (din 2006) la Chicago.
La 28 octombrie 2016 a fost ales episcop al diecezei ortodoxe române a Canadei.